# قائمة مقاطعات تكساس
القائمة التالية هي قائمة مقاطعات ولاية تكساس الأمريكية بالترتيب الأبجدي:
1. مقاطعة آرتشر، تكساس
2. مقاطعة آرمسترونغ، تكساس
3. مقاطعة أبتون، تكساس
4. مقاطعة أبشور، تكساس
5. مقاطعة أتاسكوسا، تكساس
6. مقاطعة أرانساس، تكساس
7. مقاطعة أنجيلينا، تكساس
8. مقاطعة أندروز، تكساس
9. مقاطعة أنديرسون، تكساس
10. مقاطعة أورانج، تكساس
11. مقاطعة أوستن، تكساس
12. مقاطعة أوكلتري، تكساس
13. مقاطعة أولدهام، تكساس
14. مقاطعة إدوردز، تكساس
15. مقاطعة إكتور، تكساس
16. مقاطعة إل باسو، تكساس
17. مقاطعة إليس، تكساس
18. مقاطعة إنسينال، تكساس
19. مقاطعة إيراث، تكساس
20. مقاطعة إيريون، تكساس
21. مقاطعة إيستلاند، تكساس
22. مقاطعة باركر، تكساس
23. مقاطعة بارمر، تكساس
24. مقاطعة باستروب، تكساس
25. مقاطعة بالو بينتو، تكساس
26. مقاطعة بانديرا، تكساس
27. مقاطعة بانولا، تكساس
28. مقاطعة باوي، تكساس
29. مقاطعة بايلور، تكساس
30. مقاطعة بايلي، تكساس
31. مقاطعة براتسوز، تكساس
32. مقاطعة برازوريا، تكساس
33. مقاطعة براون، تكساس
34. مقاطعة برليسون، تكساس
35. مقاطعة برنيت، تكساس
36. مقاطعة بروستر، تكساس
37. مقاطعة برووكس، تكساس
38. مقاطعة بريسكو، تكساس
39. مقاطعة بريسيدو، تكساس
40. مقاطعة بل، تكساس
41. مقاطعة بلانكو، تكساس
42. مقاطعة بوتر، تكساس
43. مقاطعة بوردين، تكساس
44. مقاطعة بوسك، تكساس
45. مقاطعة بولك، تكساس
46. مقاطعة بي، تكساس
47. مقاطعة بيكسار، تكساس
48. مقاطعة بيكوس، تكساس
49. مقاطعة تارانت، تكساس
50. مقاطعة تايتوس، تكساس
51. مقاطعة تايلر، تكساس
52. مقاطعة تايلور، تكساس
53. مقاطعة ترافيز، تكساس
54. مقاطعة ترينيتي، تكساس
55. مقاطعة تشامبرز، تكساس
56. مقاطعة تشايلدريس، تكساس
57. مقاطعة توم غرين، تكساس
58. مقاطعة تيري، تكساس
59. مقاطعة تيريل، تكساس
60. مقاطعة ثروكمورتون، تكساس
61. مقاطعة جاسبر، تكساس
62. مقاطعة جاك، تكساس
63. مقاطعة جاكسون، تكساس
64. مقاطعة جم هوغ، تكساس
65. مقاطعة جم ويلز، تكساس
66. مقاطعة جونز، تكساس
67. مقاطعة جونسون، تكساس
68. مقاطعة جيف ديفيس، تكساس
69. مقاطعة جيفيرسون، تكساس
70. مقاطعة دالاس، تكساس
71. مقاطعة دالام، تكساس
72. مقاطعة دلتا، تكساس
73. مقاطعة دوسون، تكساس
74. مقاطعة دوفال، تكساس
75. مقاطعة دونلي، تكساس
76. مقاطعة ديف سميث، تكساس
77. مقاطعة ديكينز، تكساس
78. مقاطعة ديميت، تكساس
79. مقاطعة دينتون، تكساس
80. مقاطعة ديويت، تكساس
81. مقاطعة راندال، تكساس
82. مقاطعة روبرتز، تكساس
83. مقاطعة روبرتسون، تكساس
84. مقاطعة روسك، تكساس
85. مقاطعة روكوول، تكساس
86. مقاطعة رونلز، تكساس
87. مقاطعة ريد ريفر، تكساس
88. مقاطعة ريغان، تكساس
89. مقاطعة ريفتوجيو، تكساس
90. مقاطعة ريفز، تكساس
91. مقاطعة ريل، تكساس
92. مقاطعة رينز، تكساس
93. مقاطعة زاباتا، تكساس
94. مقاطعة زافالا، تكساس
95. مقاطعة سابين، تكساس
96. مقاطعة سان أنتونيو، تكساس
97. مقاطعة سان أوغستين، تكساس
98. مقاطعة سان باتريشيو، تكساس
99. مقاطعة سان سابا، تكساس
100. مقاطعة سان هاسينتو، تكساس
101. مقاطعة ستار، تكساس
102. مقاطعة ستونوال، تكساس
103. مقاطعة ستيرلنغ، تكساس
104. مقاطعة ستيفينز، تكساس
105. مقاطعة سكوري، تكساس
106. مقاطعة سميث، تكساس
107. مقاطعة سوتون، تكساس
108. مقاطعة سومرفيل، تكساس
109. مقاطعة سويشر، تكساس
110. مقاطعة شاكلفورد، تكساس
111. مقاطعة شلايكر، تكساس
112. مقاطعة شيرمان، تكساس
113. مقاطعة شيروكي، تكساس
114. مقاطعة شيلبي، تكساس
115. مقاطعة غارزا، تكساس
116. مقاطعة غالفيستون، تكساس
117. مقاطعة غراي، تكساس
118. مقاطعة غرايسون، تكساس
119. مقاطعة غرايمز، تكساس
120. مقاطعة غرير، تكساس
121. مقاطعة غريغ، تكساس
122. مقاطعة غلاسكوك، تكساس
123. مقاطعة غوادالوب، تكساس
124. مقاطعة غولياد، تكساس
125. مقاطعة غونزاليس، تكساس
126. مقاطعة غيليسبي، تكساس
127. مقاطعة غينز، تكساس
128. مقاطعة فال فيرد، تكساس
129. مقاطعة فالز، تكساس
130. مقاطعة فان زانت، تكساس
131. مقاطعة فانين، تكساس
132. مقاطعة فاييت، تكساس
133. مقاطعة فرانكلين، تكساس
134. مقاطعة فريستون، تكساس
135. مقاطعة فريو، تكساس
136. مقاطعة فكتوريا، تكساس
137. مقاطعة فلويد، تكساس
138. مقاطعة فورت بيند، تكساس
139. مقاطعة فورد، تكساس
140. مقاطعة فيشر، تكساس
141. مقاطعة كارسون، تكساس
142. مقاطعة كارنس، تكساس
143. مقاطعة كاس، تكساس
144. مقاطعة كاسترو، تكساس
145. مقاطعة كالاهان، تكساس
146. مقاطعة كالدويل، تكساس
147. مقاطعة كالهاون، تكساس
148. مقاطعة كامب، تكساس
149. مقاطعة كامرون، تكساس
150. مقاطعة كروسبي، تكساس
151. مقاطعة كروكيت، تكساس
152. مقاطعة كرين، تكساس
153. مقاطعة كلاي، تكساس
154. مقاطعة كليبرغ، تكساس
155. مقاطعة كنت، تكساس
156. مقاطعة كندال، تكساس
157. مقاطعة كوتشران، تكساس
158. مقاطعة كوتل، تكساس
159. مقاطعة كورييل، تكساس
160. مقاطعة كوفمان، تكساس
161. مقاطعة كوك، تكساس
162. مقاطعة كولبيرسون، تكساس
163. مقاطعة كولمان، تكساس
164. مقاطعة كولورادو، تكساس
165. مقاطعة كولين، تكساس
166. مقاطعة كولينغزوورث، تكساس
167. مقاطعة كومال، تكساس
168. مقاطعة كومانش، تكساس
169. مقاطعة كونتشو، تكساس
170. مقاطعة كووك، تكساس
171. مقاطعة كير، تكساس
172. مقاطعة كيمبل، تكساس
173. مقاطعة كينغ، تكساس
174. مقاطعة كيني، تكساس
175. مقاطعة كينيدي، تكساس
176. مقاطعة لا سال، تكساس
177. مقاطعة لافاكا، تكساس
178. مقاطعة لام، تكساس
179. مقاطعة لامار، تكساس
180. مقاطعة لامباساس، تكساس
181. مقاطعة لانو، تكساس
182. مقاطعة لايف اوك، تكساس
183. مقاطعة لايمستون، تكساس
184. مقاطعة لوبوك، تكساس
185. مقاطعة لوفنغ، تكساس
186. مقاطعة لي، تكساس
187. مقاطعة ليبسكوم، تكساس
188. مقاطعة ليبيرتي، تكساس
189. مقاطعة لين، تكساس
190. مقاطعة ليون، تكساس
191. مقاطعة ماتاغوردا، تكساس
192. مقاطعة ماديسون، تكساس
193. مقاطعة مارتن، تكساس
194. مقاطعة ماريون، تكساس
195. مقاطعة ماسون، تكساس
196. مقاطعة مافريك، تكساس
197. مقاطعة متشل، تكساس
198. مقاطعة مدينة، تكساس
199. مقاطعة مككولوك، تكساس
200. مقاطعة مكلينان، تكساس
201. مقاطعة مكمولين، تكساس
202. مقاطعة موتلي، تكساس
203. مقاطعة مور، تكساس
204. مقاطعة موريس، تكساس
205. مقاطعة مونتاغ، تكساس
206. مقاطعة مونتغومري، تكساس
207. مقاطعة ميدلاند، تكساس
208. مقاطعة ميلام، تكساس
209. مقاطعة ميلز، تكساس
210. مقاطعة مينارد، تكساس
211. مقاطعة نافارو، تكساس
212. مقاطعة نوكس، تكساس
213. مقاطعة نولان، تكساس
214. مقاطعة نويسيز، تكساس
215. مقاطعة نيكودوشيز، تكساس
216. مقاطعة نيوتن، تكساس
217. مقاطعة هارتلي، تكساس
218. مقاطعة هاردمان، تكساس
219. مقاطعة هاردين، تكساس
220. مقاطعة هاريس، تكساس
221. مقاطعة هاريسون، تكساس
222. مقاطعة هاسكيل، تكساس
223. مقاطعة هال، تكساس
224. مقاطعة هاميلتون، تكساس
225. مقاطعة هانزفورد، تكساس
226. مقاطعة هاوارد، تكساس
227. مقاطعة هايز، تكساس
228. مقاطعة هتشسون، تكساس
229. مقاطعة هدزبيث، تكساس
230. مقاطعة هنت، تكساس
231. مقاطعة هوبكنز، تكساس
232. مقاطعة هود، تكساس
233. مقاطعة هوكلي، تكساس
234. مقاطعة هيدالغو، تكساس
235. مقاطعة هيل، تكساس
236. مقاطعة هيمبهيل، تكساس
237. مقاطعة هينديرسون، تكساس
238. مقاطعة هيوستن، تكساس
239. مقاطعة وارتون، تكساس
240. مقاطعة وارد، تكساس
241. مقاطعة واشنغطون، تكساس
242. مقاطعة والر، تكساس
243. مقاطعة والكر، تكساس
244. مقاطعة وايز، تكساس
245. مقاطعة وود، تكساس
246. مقاطعة ويب، تكساس
247. مقاطعة ويتشيتا، تكساس
248. مقاطعة ويلاسي، تكساس
249. مقاطعة ويلبارجر، تكساس
250. مقاطعة ويلر، تكساس
251. مقاطعة ويلسون، تكساس
252. مقاطعة ويليامسون، تكساس
253. مقاطعة وينكلر، تكساس
254. مقاطعة يوفالد، تكساس
255. مقاطعة يوكوم، تكساس
256. مقاطعة يونغ، تكساس